# Lippa ostroma (1551)

## Előzmények

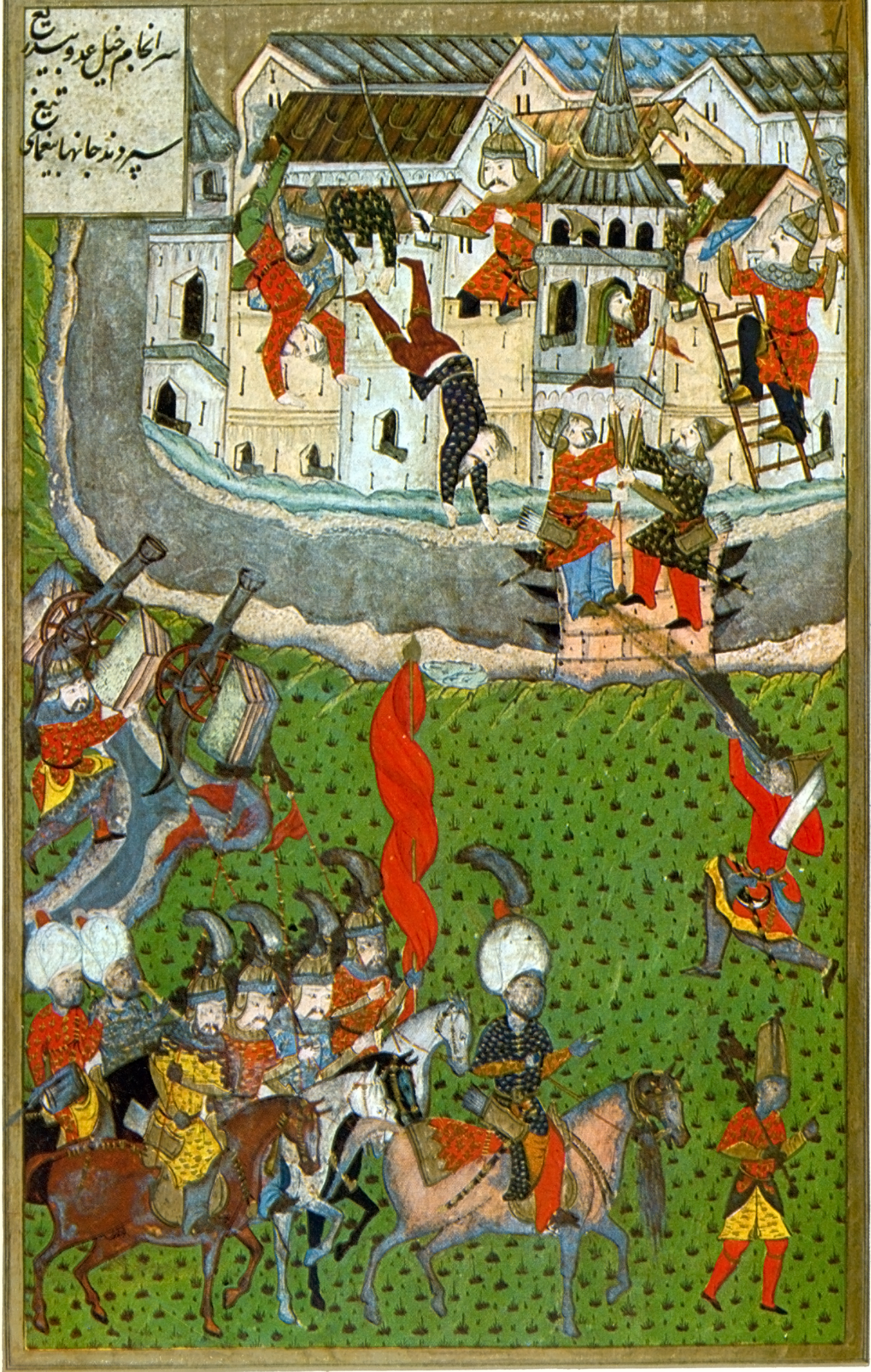
Becse 1551-es ostromáról készített török ábrázolás

1551 elején jelentették a török portának, hogy Fráter György püspök Erdélyt a törököket elárulva azt I. Ferdinánd király kezére játszotta. A szultán utasította Szokoli Mehmed beglerbéget, hogy  törjön be Erdélybe és Ferdinánd hadait elűzve helyezze vissza az özvegy királynét a hatalomba.
Fráter György úgy vélte, hogy legjobb lesz, ha a törököt megtévesztve az özvegy királynő híveire tereli a szultán haragját, míg Ferdinánd megerősítheti a védelmét, így levélben értesítette a beglerbéget és a szultánt, hogy a királyné hűséges híve, Petrovics Péter átadta Temesvárt, Becsét, Becskereket és Lippát a császári csapatoknak, míg ő (a barát) hű maradt a törökhöz.
A beglerbég a ruméliai hadtesttel július 10-én elindult Szófiából Erdély felé. Augusztus 3-án Szalánkeménnél tudomására jutott, hogy az erdélyi adót megküldték ugyan a szultánnak, de Ferdinánd hadai még Erdélyben vannak, sőt az alvidéki várakat Petrovics átadta a császáriaknak. Még aznap levélben a helyzet tisztázására szólította fel a barátot, aki válaszában kifejtette, hogy a királynő hívei követtek el hűtlenséget, de a kialakult helyzetet ő török segélyhad nélkül is megoldja. A megtévesztett beglerbég utasítást kért a szultántól, majd hetekig a szalánkeméni táborban vesztegelt.
Szeptember elején megérkezett a szultán válasza, mely szerint Erdély megszállása helyett az alvidéki várak elfoglalására szorítkozzon a török támadás.
Szeptember 11. és 19. között Becsét ostromolta a török sereg, ahol végül a beglerbég oltalomlevele ellenére a táborában tárgyaló magyar tiszteket megölték és a hősiesen tovább harcoló 3-400 fős vezetés nélkül maradt őrséget elpusztítva elfoglalták a várat.
Innen Becskerek alá vonult a török sereg, majd kétnapos ostrommal szeptember 25-én elfoglalta a 80 katona által védett várat.
Szeptember 26-án Csanád megszállására indult a török sereg, amit szeptember 28-án az áruló rác őrség által elhagyott Nagy Péter várnagy kénytelen volt a töröknek átadni. 
A török sereg október 5-ig a Csanád melletti táborában maradt, miközben felderítőket küldött Lippa és Temesvár kikémlelésére. A jelentések arról győzték meg a beglerbéget, hogy Lippa elfoglalása nehézségekbe ütközne, az ott állomásozó Báthory Endre hadai miatt, ezért elhatározta, hogy seregét téli szállásra küldi.
Ezalatt az erdélyi seregben elterjedt a (hamis) hír, miszerint a török Várad felé fog támadni. Báthory hiába próbálta jó szóval, majd fenyegetéssel maradásra bírni a csapatokat, azok azt felelték, hogy őket nyílt csatára és nem várak őrizgetésére szólították fegyverbe és október 4-én Várad felé indultak. Báthory ezt jelentette a királynak, majd 400 lovast és kevés hajdút Gersei Pethő Jánosra bízva ő is Váradra vonult.

## Lippa elfoglalása

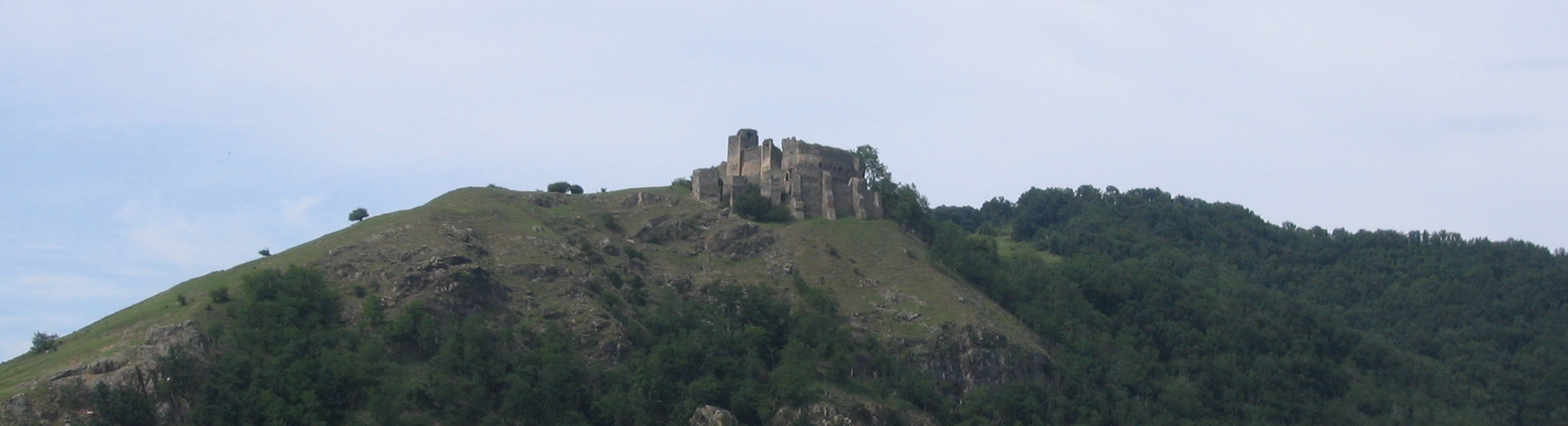
Solymosvár romjai napjainkban

Szokoli Mehmed felderítői útján hírt kapott az erdélyi sereg elvonulásáról Lippa alól, ezért október 6-án Uláma pasát két szandzsák béggel, janicsárokkal és 2000 szpáhival Lippa alá küldte, hogy azt kikémlelje.
A lippai rácok ezalatt Pethőtől a vár kiürítését és átadását követelték, mivel a várost nem kívánták védelmezni, hogy a török fosztogatását és a lakosok rabláncra fűzését elkerüljék. Pethő a rácok nyomására aláaknáztatta a vár kapuit, valamint tornyait és felrobbantotta azokat, majd a lövegeket szétrepesztette, és katonáival Báthory után indult.
Az elővéd erőltetett menetben október 8-án érte el Lippát és a védők nélkül talált várat azonnal megszállta. A török fősereg október 9-én érkezett meg és azonnal a várban keletkezett károk kijavításához fogott. Eközben a Lippához tartozó Solymosvár ostromának is nekikezdett, de az ottani őrség heves ellenállása miatt szándékáról letett és Temesvár felé fordult. A lippai vár parancsnokává Uláma pasát nevezte is, és 5000 fős őrséget, köztük 200 janicsárt rendelt a parancsnoksága alá.

## Az erdélyi hadak ellentámadása
Temesvár sikertelen ostroma után a beglerbég a szultán parancsa értelmében téli szállására vonult, mire az erdélyi hadak ellentámadásba lendültek és elfoglaltak több török erősséget, így a hadmozdulataik végére az alvidéken csak Becse, Becskerek és Lippa maradt török kézen.

## Lippa visszavétele

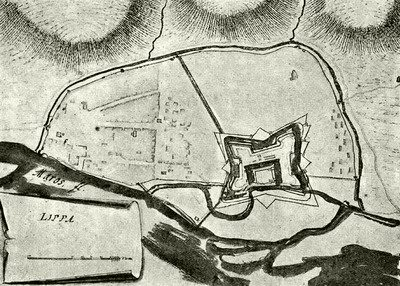
Lippa vára és városa a Maros partján

A Fáter György vezette had november 1-én érkezett Lippa alá, ahol az ostrom vezényletét Castaldo császári tábornoknak engedte át.
Az ostromló hada a császári sereg német, spanyol és olasz csapataiból, az erdélyi hadra kelt nemességből, valamint székely és szász segédcsapatokból állt, létszáma a források szerint mintegy 90-100.000 főből állt. Rendelkezésre állt 7 nehéz faltörő löveg is a vár vívásához.
November 3-án a törökök felgyújtották a külvárost, hogy az ottani élelmiszert és bort elpusztítsák ezzel. Hogy a készletek legalább egy részét mentse, Castaldo spanyol és magyar csapatokat küldött a tűz oltására. Ezek azonban az oltás közben fellelt bor hatására lerészegedtek és a város falainak megvívásába kezdtek, de a törökök rettenetes pusztítást végeztek a rendezetlenül támadók között. Az ostromművek építése közben november 4-én megadásra szólították fel a török őrséget, de Uláma pasa ezt visszautasította, mivel a beglerbég megígérte, hogy szükség esetén azonnal a felmentésére siet. 
November 5-én megkezdődött a város lövetése több irányból, és még ezen a napon sikerült komoly rést lőni a falba, aminek védelmére Uláma egy – a fal mögött beljebb elhelyezett – földdel töltött hordókból emelt védművet készíttetett, amit 100 janicsár szállt meg. A város más részein további 3000 katona helyezkedett el a falak védelmére.
November 6-án reggel Castaldo több löveget is áthelyeztetett a rés lövetésére, hogy azt a védők ne tudják kijavítani, majd csapatokat kezdett az ostromművekben összevonni, hogy délután 2 órakor rohamot intézhessen a rés ellen, szokás szerint jutalmat ígérve az elsők között falakra lépő és zászlót elhelyező katonáknak. Dél körül Botta Ferdinánd zászlótartó és Abula Péter közember a társaikat arra kezdték ösztönözni, hogy intézzenek támadást hamarabb a rés ellen, nehogy a spanyoloké legyen a rés elfoglalásának dicsősége és az azért járó jutalom. Erre néhányan a réshez futottak és puskázni kezdték a törököket, akik visszatámadtak a vakmerőkre. A rohamjelre váró spanyolok két parancsnoka, Don Antonio Encenillas és Villandrando századosok csapataikkal a kialakult harcot látva a magyarok segítségére siettek, majd egyes német csapatok is támadásba lendültek, de a törökök így is sikeresen tartották a rést. A törökök rövidesen megfutamították a támadókat és a városból a menekülők mögött kitörve több löveget is megrongáltak.

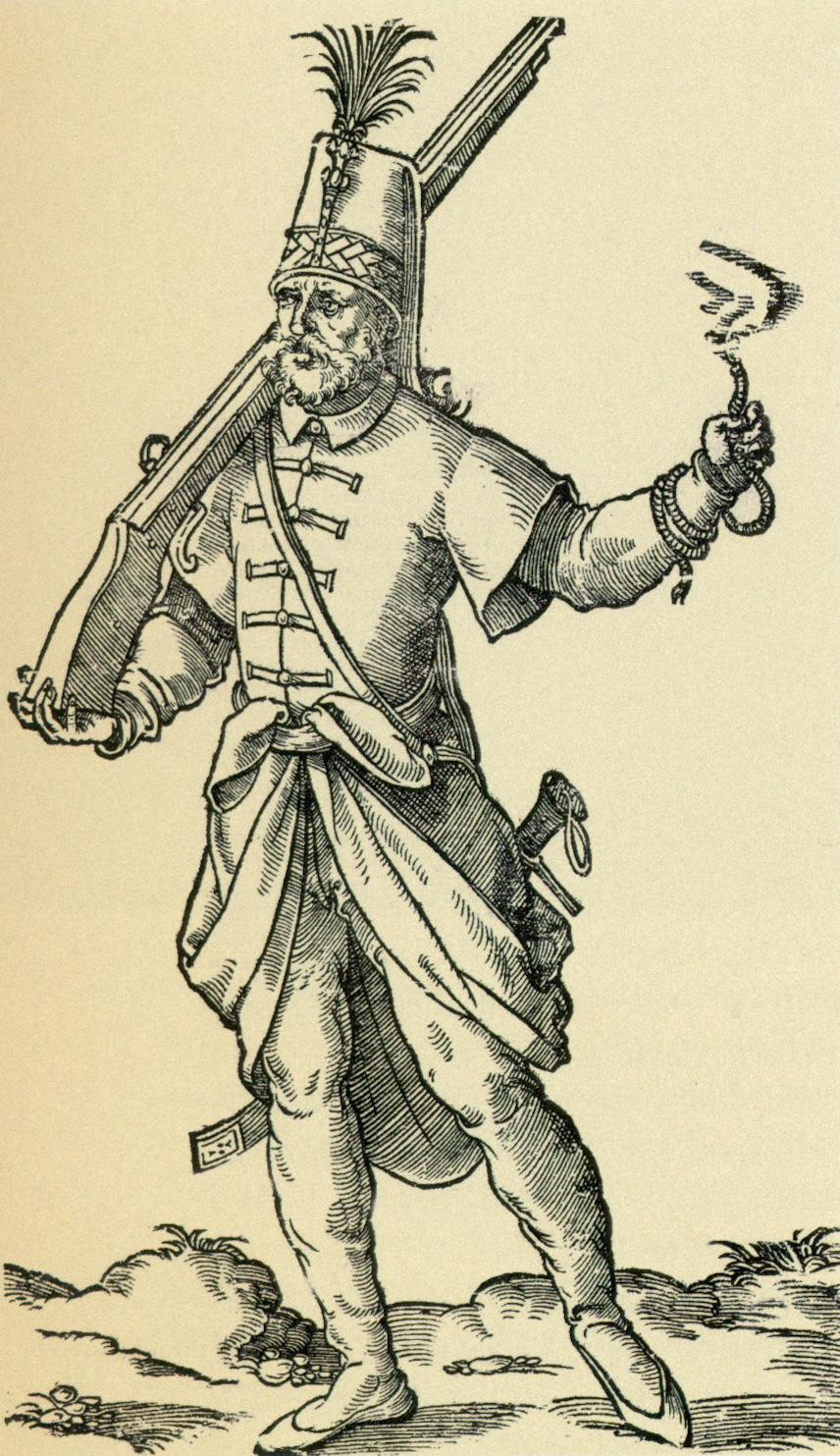
16. századi janicsár

Castaldo a hírek hallatán általános rohamot rendelt el, minek hatására hamarosan az egész sereg harcban állt a törökkel. A falakat több helyen létrával megmászva betörtek a városba és a falakon harcoló törököket és a városban elhelyezett tartalék egy részét a vártól elvágták. A menekülő törökök – köztük a védelmet irányító pasa is – a vár kapuja előtt összetorlódtak, így itt is kialakult egy gyilkos közelharc, minek végére a törökök vesztesége 2500 főre rúgott, miközben a támadók körülbelül 400 embert vesztettek. A török tartalék részét képező mintegy 700 szpáhi megpróbált kitörni a városból, de az ott elhelyezkedő magyar huszárok és a német nehézlovasság a Marosba szorították és utolsó szálig levágták őket. 
November 6-án este megadásra szólították fel a törököt és szabad elvonulást ajánlottak nekik, amit Uláma pasa visszautasított.
November 8-án megkezdődött a vár falainak lövetése, ami november 17-ig folyamatosan tartott. A tűzerő növelésére több nehéz ágyút is a helyszínre szállítottak Erdélyből. Eközben aknászokat is bevetettek a vár ellen, de ezek november 18-i sikeres aknarobbantását, melynek során rohamra alkalmassá tették az egyik bástyát, ismeretlen okból nem követte roham.
A védők készletei erősen megfogyatkoztak, ezért Uláma követet küldött az ostromlókhoz, hogy 20 napi fegyvernyugvást kérjen, minek végeztével, ha nem érkezik felmentő török sereg, átadja a várat. Castaldo ragaszkodott a feltétel nélküli megadáshoz, de Fráter György beleegyezett a fegyvernyugvásba és egyes források szerint titokban élelmet is juttatott a várba.
Eközben Ali budai pasa november 20-án Szokoli Mehmed táborába érkezett seregével és támadásra próbálta bírni a beglerbéget, amit az a szultán parancsára hivatkozva visszautasított.
A török seregek egyesülésének hírére november 28-án Fráter György haditanácsot hívott össze, ahol  Uláma oltalomlevél alatti feltétel nélküli elengedését indítványozta. A haditanács eleinte ellenezte az indítványt, de végül megegyeztek, hogy kiadják az oltalomlevelet, mely szerint Uláma pasa és megmaradt 1200 embere szabadon elvonulhat a várból.
December 4-én Cserepovics Miklós 300 rác lovasának fedezete mellett Uláma csapatai elhagyták Lippa várát. Mint később kiderült, Fráter György a török sebesültjeinek elszállítására átadott szekereken élelmiszert és fegyvert is juttatott a pasának. 

## A varjasi ütközet
December 5-én a pasa elvált a rác kísérettől és 1200 emberével Becse felé fordult. Eközben Lippáról és más közeli erősségekből csapatok indultak a törökök elfogására az oltalomlevél ellenére és még aznap este a varjasi mezőn beérték azokat.
A pasa a támadást észlelve csapatait hadrendbe állította, középen a szekereket janicsárokkal megrakva. A túlerőben lévő magyar lovashad három oszlopban támadta a törököket, de azok sűrű golyó- és nyílzáporral verték vissza a támadókat. Az újabb rohamok sem jártak jobb eredménnyel, nem tudták a törökök sorait megtörni, így a támadók visszavonultak, a csatatéren hagyva az életben maradt 4-500 törököt, akik később Becsére vonultak, ahonnan a pasa levélben tett jelentést a beglerbégnek.
„Ulámának az adott szó ellenére történt megtámadását Fráter György ingerülten hallgatta s december 6.-iki levelében a királynak bevádolta a „hitszegőket“ és mint a királyi hadsereg jó hírnevének megcsorbítóit, megbüntetni kérte. Azonban Castaldo a támadó urakat nem vonta felelősségre s az adott szó megsértését büntetlenül elnézte.”